# Popeye
Popeye é um personagem de histórias em quadrinhos, criado por Elzie Crisler Segar.
Surgiu em 17 de janeiro de 1929 na tira diária Thimble Theater da King Features Syndicate. A tira estava em seu décimo ano quando Popeye fez sua estreia, mas o marinheiro caolho rapidamente se tornou o personagem principal, e Thimble Theatre se tornou uma das propriedades mais populares da King Features durante a década de 1930. Após a morte de Segar em 1938, Thimble Theatre foi continuada por vários escritores e artistas, principalmente o assistente de Segar, Bud Sagendorf. Foi formalmente renomeado como Popeye. A tira continua aparecendo aos domingos, escrita e desenhada por R.K. Milholland. As tiras diárias são reimpressões de antigas histórias de Sagendorf.
Em 1933, Max Fleischer adaptou os personagens de Thimble Theatre em uma série de curtas-metragens de animação intitulada Popeye the Sailor para a Paramount Pictures. Esses desenhos provaram estar entre os mais populares da década de 1930, e o Fleischer Studios, que mais tarde se tornou o Famous Studios da Paramount, continuou a produção até 1957. Os desenhos produzidos durante a Segunda Guerra Mundial incluíam propaganda aliada, como era comum entre os desenhos animados da época. Esses curtas de desenho animado agora são propriedade da Turner Entertainment e distribuídos por sua empresa irmã Warner Bros.
Ao longo dos anos, Popeye também apareceu em revistas em quadrinhos, desenhos animados para a televisão, videogames, anúncios, e um filme live-action de 1980, dirigido por Robert Altman, estrelado pelo comediante Robin Williams como Popeye.
Charles M. Schulz disse: "Acho que Popeye era uma história em quadrinhos perfeita, consistente no desenho e no humor". Em 2002, Popeye aparece na vigésima posição da lista "50 grandes personagens dos desenhos animados de todos os tempos" do TV Guide.

## Características
Popeye é um marinheiro carismático que está sempre tentando proteger sua namorada, Olívia Palito (em inglês Olive Oyl, e pronuncia-se: "Ólev Oiu"), das garras de seu eterno inimigo, Brutus (em inglês Bluto).
Quando come espinafre, Popeye fica muito mais forte e confiante, podendo vencer qualquer desafio. O personagem estreou em 1929, na tira Thimble Theatre.
O marinheiro Popeye tem como suas principais características, seu uniforme de marinheiro (que era de cor escura na década de 1930, mudando mais tarde para branco no final dos anos 1940, e durante os anos 1950 e anos 1960, como são os uniformes da Marinha); possui duas tatuagens de âncoras nos dois braços, e está sempre com um cachimbo feito de sabugo de milho, por causa disso ele só fala com um dos cantos da boca, enquanto segura o cachimbo com o outro canto do outro lado do nariz. Tem a cara meio deformada, sempre com um olho fechado, e um protuberante queixo partido ao meio. Em suas primeiras aparições não era careca, possuía vários fios de cabelo despenteados em baixo do quepe de marinheiro, que com as mudanças no design do personagem durante os anos, foram sendo reduzidos para apenas três ou dois fios.
Diferente do que muitos pensam, o personagem não apresenta uma idade tão avançada, mas tem apenas um "rosto deformado", pois ele nunca foi mostrado em seus desenhos tendo a idade de um homem velho. Em um curta-metragem de 1953, chamado "Popeye, the Ace of Space", é revelado que o personagem tem na verdade 40 anos; em Popeye o Filme de 1980 (que traz Robin Williams no papel principal), o marinheiro é descrito com cerca de 30 anos. Curiosamente no site oficial popeye.com, as idades dos personagens são descritas desta forma: Popeye tem 34 anos, Olívia tem 29, e Brutus 36.
Por causa de sua superforça, Popeye é descrito como um precursor dos super-heróis que dominariam o mercado americano de quadrinhos.

### Frases
Algumas das frases mais usadas pelo personagem são: "I'm Popeye, the sailorman!" ("Eu sou o marinheiro Popeye!"), "I am what I am, and that's all what I am!" ("Eu sou o que sou, e isso é tudo o que eu sou!"), "I'm strong to the finish, cause I eats me spinach!" ("Sou forte até o fim, com espinafre pra mim!"), "That's all I can stands, cuz I can't stands n'more!" ("Isso é tudo que eu posso aguentar, porque eu não aguento mais").
Mas a frase que é traduzida para português das mais diferentes formas é "Well, blow me down!" que significa ao pé da letra: "Bem, ventanias me empurrem!" ("Blow Me Down" é uma frase popular entre piratas ou marinheiros, referindo-se aos ventos empurrarem as velas do navio). Na dublagem brasileira essa mesma frase é substituída por várias outras expressões usadas no Brasil, como: "Macacos me mordam!", que algumas vezes varia também entre "Tubarões me mordam!" e "Camarões me belisquem!" (para fazer referência ao fato de Popeye ser um marinheiro). Outras traduções para "Blow me Down" criadas somente na dublagem do Brasil são: "Pelas barbas do camarão!", que é uma paródia da frase "Pelas barbas do profeta!", também muito conhecida no Brasil, e "Com mil camarões!", paródia da frase "Com mil demônios!", outra expressão comum no Brasil. A única frase usada na dublagem brasileira que mais se aproxima da original "Well, blow me down!" dita na versão em inglês é: "Ventos me levem!", que é usada na tradução de poucos episódios.

### O nome
O significado do seu nome (pop eye) é "olho estourado", ou também "olho arrebentado" "saltado" ou "arrancado", ele é chamado assim pelo fato de ser um marinheiro caolho. "Pop eye" quer dizer: "pop" = estouro ou saltar / arrancar, "eye" = olho, parecido um pouco com a palavra pipoca que é "popcorn" em inglês: "pop" = estouro, "corn" = milho, "milho estourado".
Um fato curioso é que nas animações do início dos anos 1930 Popeye era mesmo caolho, e não possuía o seu olho direito, mas em meados dos anos 1940 essa característica foi tirada da personagem e ele passou apenas a ficar com um dos olhos fechados, sempre trocando de um para o outro, e às vezes mantendo os dois olhos abertos.

### A inspiração
O criador de Popeye, Elzie Segar contou, anos depois, que a inspiração para o personagem, veio de um homem que ele conheceu quando criança, em Chester, Illinois, chamado Frank "Rocky" Fiegel. Aposentado, Frank era pago para manter limpo o bar local. Vivia com o olho direito meio fechado, fumava cachimbo e mentia muito. Não parava de contar aventuras imaginárias, gabando-se das proezas de sua força física, garantindo que nunca tinha perdido uma briga. Suas histórias e a maneira de proceder mexeram com a imaginação do garoto Elzie que, quando teve oportunidade, colocou Fiegel em cena, transfigurado em Popeye.
Dudu e Olívia também foram baseados em pessoas reais que Elzie Segar conheceu. O Dudu foi inspirado em "J. William Schuchert". Ele lembrava fisicamente o personagem, e também tinha um gosto por hambúrgueres. Olívia Palito foi inspirada em "Dora Paskel". Ela era a dona de um armazém geral em Chester. Ela era alta, magra e usava o cabelo bem enrolado em um "coque". Ela também é descrita a se vestir da mesma forma que Olívia, usando sapatos de botões que eram populares naquela época.

## Histórico

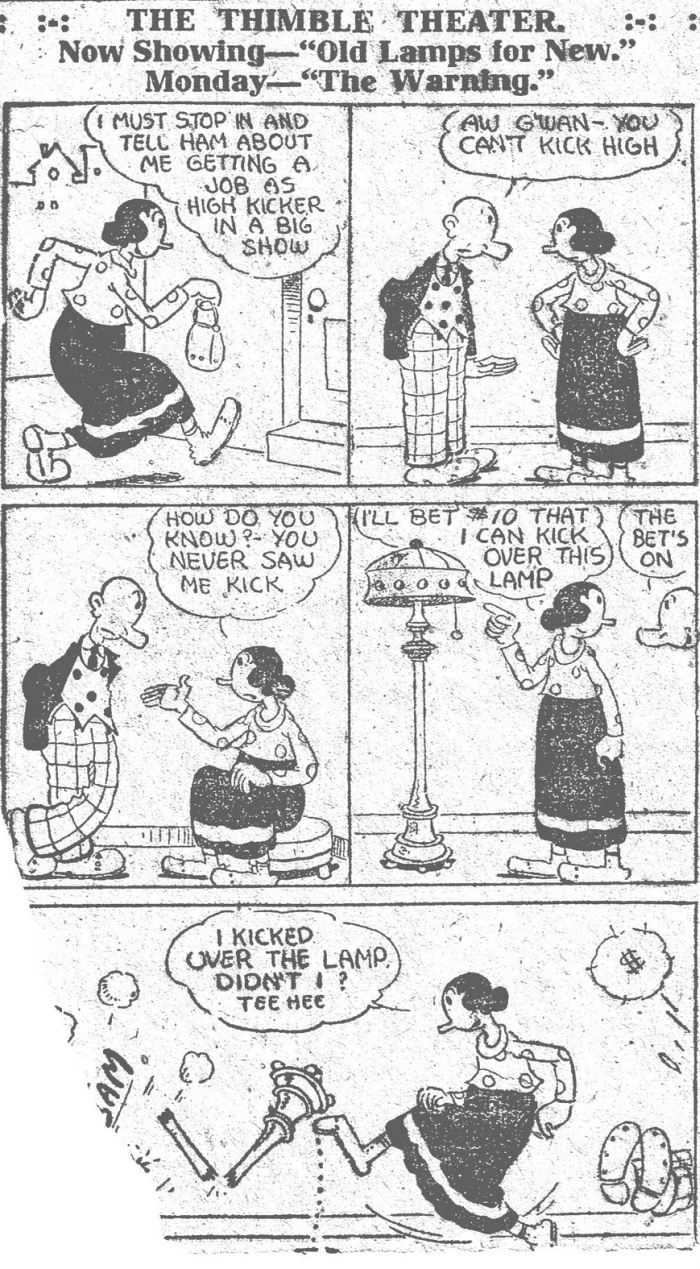
A tira Thimble Theater de Elzie Segar, publicada em 1920, e protagonizada pela Olívia Palito e seu antigo namorado Ham Garvy.

Popeye surgiu em 1929, nas tiras de quadrinhos "Thimble Theatre" ("Teatro em Miniatura") de Elzie Crisler Segar no "New York Journal". Em uma história publicada em 17 de janeiro de 1929, o irmão da Olívia, Castor Palito estava voltando de uma viagem de navio em busca de Bernice, uma lendária galinha mágica, que emitia o ruído "whiffle" (e por isso era chamada de "Galinha Whiffle"), que podia dar força e invulnerabilidade a qualquer um que esfregasse suas penas. Castor então resolve contratar mais um marinheiro para a sua tripulação, ele chega em um cais, e pergunta a um homem com uniforme de marinheiro: "Ei você aí! Você é um marinheiro?" e ele o responde: "Você achou que eu fosse um cowboy?!".
Antes de Popeye aparecer nos quadrinhos, a tira estreou em 19 de dezembro de 1919 e era focada Família Oyl (Palito no Brasil), o irmão da Olívia, Castor, e os pais Cole e Nana; outro que também tinha suas próprias tiras, era o comedor de hambúrgueres Dudu. A Olívia tinha outro namorado antes da chegada de Popeye, ele se chamava Ham Gravy. À medida que o tempo passou, Ham Gravy foi substituído pelo Popeye, que se tornou o novo namorado da Olívia. Com a inclusão de Popeye, as histórias mudaram de título, passando a se chamar "Thimble Theatre: Starring Popeye the Sailor".

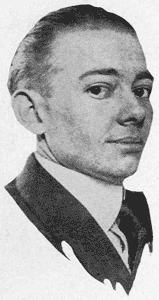
Elzie Crisler Segar.

No entanto Segar não pode aproveitar muito o sucesso de seu personagem, pois ele morreu em 13 de outubro de 1938, aos 43 anos de idade, vítima de leucemia. Doc Winner substituí Segar por vários meses, conseguindo se ajustar ao estilo, mas com dificuldades para desenhar Eugene. No início de 1939, Tom Sims se torna o roteirista da tira, em seguida, no meio do ano, a King Features escala o desenhista Bela Zaboly.
Em 1955, a tira diária é assumida por por Ralph Stein. No final de 1958, seguindo o desejo do King Features para poupar dinheiro, Bud Sagendorf, ex-assistente de Segar e responsável pelas revistas em quadrinhos, assume a tira de jornal. Suas páginas, publicado em 1959, mostrar o estilo que ele desenvolveu durante doze anos ilustrando as revistas, mostrando um estilo um pouco diferente da Segar. Em 1986 Sagendorf abandona tira diária para se dedicar mais tempo à sua família, continuando a prancha dominical até a sua morte em 1994.
King Features escolheu para sucedê-lo no tira diária o autor underground Bobby London, o estilo é muito influenciado por Segar. O syndicate hesita até mesmo para realizar esta experiência, em 1986, a tira diária Popeye deixa de circular em muitos jornais americanos, embora continuasse a ser publicada no resto do mundo.
Após a morte de Sagendorf, o experiente Hy Eisman assumiu a prancha dominical.
Revistas em quadrinhos e especiais
Popeye teve revistas em quadrinhos pelas editoras Dell Comics, King Comics, Western Publishing, Gold Key Comics, Charlton Comics, Ocean Comics e atualmente, IDW Publishing.
Em 1946, a Dell Comics encomendou histórias a Bud Sagendorf para publicar na revista Four Color, em 1948, a editora resolveu publicar uma revista solo do personagem também produzida pelo cartunista.
Em 1962, a revista em quadrinhos passou a ser publicada pela Western Publishing (que desfez uma parceria que existia entre ela e a Dell desde 1938) e mudou o nome para Popeye the Sailor, em 1966, a King features lançou seu próprio selo, o King Comics. Quando Charlton Comics comprou os direitos no final de 1967 Sagendorf decidiu dedicar-se à tira de jornal.
Após a saída de Sagendorf, Charlton Comics designou o ilustrador George Wildman e o roteirista Joe Gill. O primeiro número apareceu no final de 1968 (com uma capa com data de fevereiro 1969). Ambos os autores realizam 45 números até 1976, e em 1972 uma série de cinco revistas educativas, onde Popeye demonstra aos jovens leitores profissÕES que podeM querer exercer mais tarde, Popeye the Sailor and Careerss. Depois de um hiato de três anos, Popeye tem 31 edições publicadas pela Gold Key Comics (selo da Western) entre 1979 e 1984.
De 1984 a 2012, Popeye não é mais foi publicado regularmente em revistas quadrinhos. Duas edições especiais escritas por Bill Pearson foram publicados em 1987 e 1988 pela Ocean Comics, versões mais adultas e realista dos personagens. Em 1999, por ocasião do 70 anos do herói, o roteirista Peter David descreve o casamento de Popeye e Olivia em uma revista one-shot que atrai a atenção da mídia. Em 2012, a IDW Publishing decidiu relançar a série.
O revival é confiado ao roteirista Roger Langridge associado com vários ilustradores, para garantir uma publicação mensal. Doze edições são publicados, coletados em três encadernados.
Ainda em 2012, Langridge participou do álbum tributo Revoilà Popeye, publicado na França, nele há trabalhos de Caritte, ced, Lorenzo Chiavini, Michel Colline, François Duprat, Frédéric Duprat, elric, Filak, Pierre Gabus, Stéphane Girod, Goupil Acnéïque, Hendko, Jii, Abraham Kadabra, Kaouet, Kim, Le Cil Vert, Le Fred Blin, Lectrr, Loco, Fred Neidhardt, Nemo7, Álvaro Ortiz, Pochep, Sergio Ponchione, Radi, Romuald Reutimann, Saive, Samos, Loïc Saulin, Robert Sikoryak, Thibaut Soulcié, Lucas Varela, Waltch, Wayne, Wouzit, Paul Burckel, Delaf e O.Groj.
A IDW também publicou edições especiais periódicas, como um crossover com Mars Attack! assinado Terry Beatty e Martin Powell publicado em 2013. Em 2014, ela lançou o total de dois volumes de encadernados com tiras de jornal de Bobby London.
Em 17 de janeiro de 2019, em homenagem aos 90 anos do personagem, a King Features Syndicate lança webcomic Popeye's Cartoon Club produzida por Alex Hallatt, Erica Henderson, Tom Neely, Roger Langridge, Larry deSouza, Jeffrey Brown, Jim Engel, Liniers, Jay Fosgitt e Carol Lay.
Em novembro de 2022, foi anunciado a publicação de uma nova série intiulada Eye Lie Popeye inspirada pelos mangás por Marcus Williams, a série será publicada me 2024 pela Massive Publishing.

### Quadrinhos no Brasil e Mascote
No Brasil, foi mascote do Clube mais Popular do País o C. R Flamengo fundado em 1895 pela ligação com a Marinha Brasileira por ser um clube de Remo.
Já os quadrinhos do Popeye também se tornaram muito famosos, foram publicados pela primeira vez em 1932 no jornal Diário de Notícias. Nessa época Popeye e Olívia tiveram os seus nomes traduzidos nas primeiras publicações, Popeye se chamava "Brocoió", Olívia "Serafina". Porém os nomes não fizeram sucesso, e acabaram mudando para os que são conhecidos até hoje em dia. Em alguns antigos gibis do Popeye outros personagens também tiveram outras traduções para os seus nomes, o bebê Gugu já foi chamado de "Zezé" (não só nos quadrinhos, mas também na dublagem paulista de Popeye o Filme), e o Dudu chegou a ser chamado de "Pimpão". O personagem também seria publicado na revista O Tico-Tico da editora O Malho.
Em 1935, Popeye estreou no Suplemento Juvenil do jornalista Adolfo Aizen, em 1939, passa a ser publicado em O Gibi do jornalista Roberto Marinho, entre 1953 e 1961, teve uma revista própria publicada pela EBAL, editora de Adolfo Aizen. Na década de 1970, teve revistas publicadas pelas editoras Rio Gráfica Editora de Roberto Marinhho, Abril e Saber, na década seguinte, pelas editoras Bloch e Globo, além de um especial pela L&PM, em 2001, ganhou uma outra edição especial pela Opera Graphica. Em 2012, uma nova revista foi lançada pela Pixel Media, selo de quadrinhos da Ediouro Publicações, que foi publicada até 2013 e teve sete edições, após o fim da revista, a editora publicou as edições especiais Super Popeye (2014), trazendo histórias roteirizadas por Roger Langridge para a IDW e Popeye Clássico (2016), com histórias de Bud Sagendorf.

## Trajetória nas animações

### Cinema
Fleischer Studios (1933-1942)

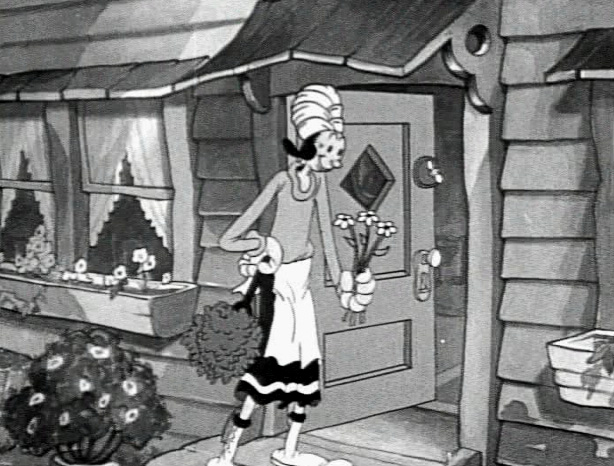
Olívia Palito no episódio: Gugu vai ao Zoológico "Little Swee' Pea" de 1936

Em 1932 os Fleischer Studios conseguiram a licença para adaptar os quadrinhos Popeye para cinema e no ano seguinte o personagem apareceu em um curta-metragem de animação da personagem Betty Boop, Popeye the Sailor. Logo, Popeye estrelou vários outros curtas de cinema, produzidos pelo "Fleischer Studios", que após sere comprado pela Paramount Pictures, mudou de nome e passou a se chamar "Famous Studios". Tempos depois estreou também na televisão, as séries King features Syndicate TV e Hanna Barbera.
Os episódios dessa época, foram produzidos originalmente em preto e branco para o cinema, e foram colorizados em 1987 para serem exibidos na televisão.
No Brasil, essa fase mais antiga foi exibida na Rede Globo, no Cartoon Network, Boomerang e Tooncast (2008 - atualmente). Curiosamente estes episódios só puderam ser dublados pela Herbert Richers em 1996, pois a Herbert dublou primeiro (em 1966) os episódios feitos em animação limitada pela "King Features Syndicate TV", e só pode dublar os clássicos dos anos 30, 40 e 50 já na década de 1990. Alguns episódios dessa época, também chegaram a ser dublados antes na Cinecastro (na década de 1960), mas a dublagem da Herbert Richers se tornou mais conhecida por ser muito exibida na TV.
A maioria dos episódios de 1930 foi regravado alguns anos depois na versão da década de 1950, sendo as únicas diferenças os roteiros e a atuação dos personagens.
Uma das características mais marcantes destes episódios é o facto de que em muitas cenas os personagens aparecem falando sem mover os lábios. Normalmente quando isso acontece, as falas seriam como se fossem os resmungos, ou pensamento dos personagens em questão. Na dublagem em português, essas cenas podem ficar parecendo ser alguns improvisos feitos pelos dubladores, mas na verdade, também estão presentes no áudio original.
Famous Studios (1942-1957)

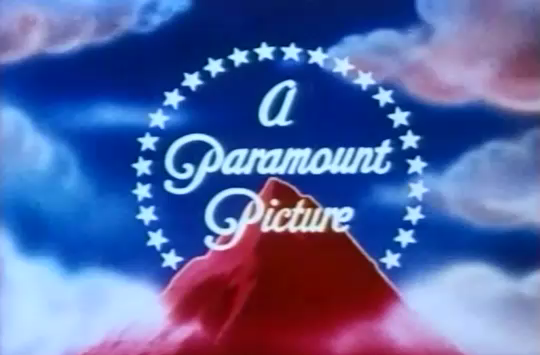
Logotipo da Paramount, que aparecia na abertura dos curtas produzidos nos anos 50 pelos "Famous Studios".

O "Famous Studios" na verdade era o próprio "Fleischer Studios" rebatizado depois de ser comprado pela Paramount Pictures. Durante os anos de 1942 e 1943 o estúdio chegou a produzir 14 curtas ainda em preto e branco, e a partir do episódio "Her Honor The Mare", os desenhos passaram a ser produzidos em Tecnicolor. Nesta época Popeye passou a usar sempre o seu uniforme branco de marinheiro, e deixou de ser um "marinheiro caolho/zarolho", passando a abrir de vez em quando o olho direito, que antes estava sempre fechado, e em alguns momentos ficando com os dois olhos abertos. Olívia, em alguns destes episódios, começou a usar camisetas de mangas curtas e sapatos de salto alto. Ela permaneceu assim até o episódio "Hits and Missiles" ("Os Mísseis") produzido pela King Features Syndicate TV, e depois disso voltou a usar as roupas de antes, permanecendo assim até a década de 1970 nas séries do Popeye produzidas pela Hanna Barbera.
A dublagem brasileira mais conhecida dessa fase também foi feita em 1996 pela Herbert Richers. Alguns episódios contudo, também tiveram outras dublagens além desta, algumas feitas anteriormente na Cinecastro para as primeiras exibições no Brasil, e outras feitas depois pela BKS, e Marshmallow (essas podem ser encontradas em alguns DVDs não oficiais do Popeye atualmente).
Junto com a "fase Fleischer", os desenhos do "Famous Studios" (feitos para cinema) também nunca chegaram a ser exibidos na Rede Record, que exibiu somente episódios feitos para a televisão, considerados nos Estados Unidos como os mais fracos.
Um dos episódios marcantes da fase do Famous Studios é: Vamos para o Rio "We're On Our Way To Rio" (1944), no qual é mostrado o Brasil. No curta, aparecem Popeye e Brutus andando por terras brasileiras, montados em um boi, cantando e tocando violão, até que eles avistam ao longe a paisagem do Rio de janeiro, e seguem para lá. No Rio, eles param em um restaurante com música, onde encontram uma Olívia Palito vestida de Carmen Miranda, pela qual começam a disputar a atenção. O episódio também mostra Olívia cantando a música "Samba Lelê" em português e em inglês; e Popeye tentando, sem sucesso, dançar samba, e só conseguindo após comer espinafres.
Em 1948 também foi produzido "Olive Oyl for President" que era um remake do curta "Betty Boop for President" de 1932.

A Famous / Paramount continuou produzindo a série Popeye até 1957, com Spooky Swabs sendo o último dos 125 curtas do Famous Studios na série. Paramount, em seguida, vendeu o catálogo de curtas do Popeye a Associated Artists Productions, que foi comprada pela United Artists em 1958 e em 1981 se fundiu com a Metro-Goldwyn-Mayer, que foi comprada pela Turner Entertainment em 1986. Turner vendeu parte da produção da MGM/UA pouco depois, mas manteve o catálogo de filmes, dando-lhe os direitos para a biblioteca de curtas do Popeye.
Em 1987 todos os curta-metragens de Popeye produzidos entre 1933 e 1942 em preto e branco passaram por um processo de colorização na Coreia do Sul que foi realizado pela Turner Entertainment que havia adquirido os direitos dos episódios clássicos de Popeye na época. Porém muitos historiadores de animação alegam que a colorização foi realizada de maneira desleixada fazendo com que os curtas perdessem sua qualidade de animação.
Além de ter prejudicado alguns dos movimentos da animação, a colorização também cometia certos erros em alguns letreiros dos créditos iniciais (como escrever "Paramount Pictupts" em vez de "Paramount Pictures"); outro erro ortográfico é no episódio "A Clean Shaven Man", onde aparece escrito na vitrina da barbearia do Dudu "Wimby’s Bbep Shop"', enquanto na versão original era "Wimpy’s Barber Shop".
A Turner se fundiu com a Time-Warner em 1996, e Warner Bros. (através da sua filial Turner), portanto, atualmente controla os direitos sobre os curtas cinematográficos do Popeye.
Estes episódios colorizados foram muito exibidos na TV Paga pelos canais Cartoon Network (nos anos 90 e anos 2000) e Boomerang (em 2005 e no início de 2006) e Tooncast pertencentes a Turner. Porém os dois canais possuem as duas versões dos episódios, as originais em preto e branco e as colorizadas, e exibem tanto uma quanto a outra em sua programação, porem sempre com a mesma dublagem feita na Herbert Richers em 1996.
Na TV Aberta os episódios colorizados e dublados em 1996 foram exibidos pela Rede Globo durante 1996 até o início de 2000, e também em 2006 como "tapa-buracos" de madrugada.
Depois de passar pela Globo e pelo Cartoon Network, em abril de 2005 esses episódios começaram a serem exibidos também no canal Boomerang aos sábados. O Boomerang chegou a exibir vários destes curtas em ordem cronológica, começando pelo primeiro de 1933 "Popeye the Sailor", até os do final da década de 1950 (do Famous Studios). Essa fase também era exibida de segunda à sexta dentro da "Hora Boomerang", junto com episódios dos Looney Tunes da década de 1940 e Mr. Magoo.
Estranhamente, estes episódios de 1930 e 1940 feitos para cinema, nunca chegaram a ser exibidos pela Rede Record, quando esta tinha os direitos de exibição sobre as produções do personagem entre 2008 e 2011. Mas apesar disso a Record chegou a exibir algumas chamadas com cenas dessa primeira fase do Fleischer Studios, porém o canal apresentou somente os episódios feitos para TV pela "King Features" de 1960, e da "Hanna Barbera" de 1970 e 80, que são de uma qualidade inferior.

### Televisão

#### King Features Syndicate TV (1960-1962)
Na década de 1960 os desenhos da turma do Popeye começaram a ser produzidos para a televisão, pela King Features Syndicate coproduzido com os estúdios Jack Kinney Productions, Rembrandt Films, Halas and Batchelor, Larry Harmon Pictures, TV Spots, Paramount Cartoon Studios (anteriormente chamado de Famous Studios) e Southern Star Entertainment. Mas os episódios dessa época não tinham tanta qualidade quanto os curtas-metragens anteriores feitos em 1930, 1940 e 1950 para o cinema, diferente deles, os curtas da King Features eram feitos diretamente para a TV tinham um orçamento menor e eram produzidos através de animação limitada, e com isso os designers dos personagens e a animação ficaram bem mais simples e mal desenhados. Por causa disso muitos fãs do Popeye nos Estados Unidos consideram essa a pior fase das animações do marinheiro. Um outro motivo que faz com que estes episódios sejam considerados fracos, são as histórias que passaram a ficar muito infantilizadas e com muita ingenuidade. Além disso,ainda houve várias mudanças nas personalidades de alguns personagens; por exemplo o Gugu que perdeu o aspecto "indefeso", e passou a falar como uma criança mais velha (diferente de como ele era mostrado nos Fleischer Studios, onde ele nem sabia falar palavras completas, e apenas fazia ruídos de bebê), Olívia Palito passou a gritar mais nos desenhos (como se fosse "versão exagerada" de como ela era nas primeiras aparições nos anos 30); além disso, nesta nova fase Olívia passou a ser mais intolerante com Popeye, trocando-o pelo Brutus sempre que demonstrasse ser mais fraco que ele. Foi nesta fase em que houve também a mudança de nomes de "Bluto" para "Brutus", por conta de direitos autorais, uma vez que a King Features Syndicate pensava que Bluto tivesse sido criado no Fleischer Studios.
Mesmo tendo uma qualidade de animação muito baixa, essa fase se tornou mais conhecida no Brasil nos últimos anos, o que pode até dar um pouco de má fama às animações do Popeye, e passar uma ideia errada para quem não conhece os antigos episódios. Os desenhos da King Features ficaram mais conhecidos porque nas décadas de 1980 e 1990 o SBT os exibia muito em sua programação, e depois pela Record entre 2007 e 2009, e em 2012 também passaram a ser exibidos pela Band, a partir do dia 14 de novembro. Em 16 de setembro de 2021, estreou no serviço de streaming Pluto TV.
Apesar da maioria dos episódios dessa época serem feitos em animação limitada, e terem traços mal desenhados, existem alguns que conseguem lembrar um pouco a animação e o estilo das fases mais antigas; o motivo disso é que para a produção de alguns destes episódios, foram contratados antigos artistas que trabalhavam na Paramount, além do diretor Seymour Kneitel, que antes era um animador nos curtas dos anos 30 do Popeye. Havia um pool de produtores, que variavam desde a Larry Harmon Productions (responsável pelo palhaço Bozo e na qual trabalhavam os fundadores da Filmation) e Gene Deitch, também conhecido pela temporada de 1961-1962 do seriado Tom & Jerry. Alguns dos curtas dos anos 60 que continuaram a serem produzidos pela equipe da Paramount trouxeram de volta o "traço bem desenhado" utilizado no Famous Studios, e histórias de melhor qualidade, além de recuperar a antiga personalidade da Olívia dos anos 30, 40 e 50, e voltar a retratar o Gugu como um bebê que não sabe falar. Alguns exemplos desses episódios são: "Me Quest for Poopdeck Pappy", "Baby Contest", "The Wiffle Bird's Revenge", "The Medicine Man", "Robot Popeye" e "The Valley of the Goons".
Embora na maioria dos curta metragens dessa época Popeye use uniforme branco, o curta Churrasco para Dois ("Barbecue for Two" de 1960) volta a mostrá-lo com seu antigo uniforme escuro usado nos desenhos de Max Fleischer na década de 1930.

#### Hanna-Barbera (1978-1988)

Imagem da abertura de "O Novo Show do Popeye" produzido em 1978

Nos anos 1970 a King Features Syndicate (dona dos direitos dos quadrinhos da turma do Popeye) fez um contrato com a Hanna-Barbera para produzir novas séries de desenhos animados do marinheiro. Nestes episódios da Hanna-Barbera, Popeye voltou a usar seu uniforme azul marinho com três botões amarelos na frente e de costas vermelha, mas manteve o boné branco da Marinha que ele usava nos anos 50 e 60. A KFS descobriu que Bluto era uma criação de Segar e a HB pode usar seu nome original.

A Hanna-Barbera primeiramente produziu duas séries diferentes do marinheiro e sua turma em novas aventuras, a primeira foi: "The All New Popeye Show" (1978-1981), e a segunda: "Popeye and Olive Comedy Show" (1981 – 1983).

Imagem da abertura da série "Popeye e Filho" produzida em 1987.

 Depois a Hanna-Barbera lançou a terceira e última série: "Popeye and Son" (1987 – 1988), no qual Popeye se casou com Olívia, com quem gerou o seu filho Popeye Júnior, porém esse último desenho não fez muito sucesso, por que deixou de lado um pouco as aventuras da turma original, e se concentrou mais nas aventuras dos filhos das personagens.
As fases da Hanna-Barbera foram exibidas no Brasil pela Rede Globo na década de 1990, pela Record entre 2007 e 2009, e entre 2012 e 2014 pela Band.

### Filmes animados
Em 2004 Popeye estreou um visual tridimensional, em um filme de animação por computador chamado: Popeye - A Procura do Vovô (Popeye's Voyage - The Quest for Pappy). Era um especial de Natal feito para a TV, que mostrava Popeye tentando novamente encontrar seu pai perdido, e partindo em uma viagem de navio junto da Olívia, o bebê Gugu, Dudu e Brutus. Neste especial também é mostrado o motivo pelo qual Popeye foi abandonado pelo Vovô Popeye, ele se afastou do seu filho para o manter longe do território da Bruxa do Mar, que queria pega-lo desde pequeno. A Bruxa precisava do Popeye para o cumprimento de uma antiga profecia, que dizia que para que ela pudesse dominar o mar, a chave era o filho do marinheiro caolho. Durante o final do filme, o Popeye também se preocupa pelo bebê Gugu, que era seu filho adotivo, o que podia fazer com que a Bruxa do Mar voltasse, mas desta vez atrás de Gugu, já que Popeye também é um marinheiro caolho. Nesse filme, Brutus, que por muitos anos foi o mais ferrenho inimigo do Popeye, fica ao seu lado como um verdadeiro amigo.
Em março de 2010 a Sony Pictures Animation anunciou a produção de um novo filme em 3D do Popeye, produzido por Avi Arad, mas agora em formato de longa-metragem para o cinema (diferente do anterior de 2004 que foi feito direto para TV). Em novembro de 2011 a Sony Pictures Animation anunciou que Jay Scherick e David Ronn, os roteiristas de The Smurfs, estavam escrevendo o roteiro do filme. Em junho de 2012, foi anunciado que Genndy Tartakovsky tinha sido contratado para dirigir. Em novembro de 2012, Sony Pictures Animation definiu a data de lançamento para 26 de setembro de 2014, que em maio de 2013, adiado para 2015. Em março de 2014 a Sony Pictures Animation mudou a data novamente, programando o filme para 2016, e divulgou que Tartakovsky estava dirigindo tanto Hotel Transylvania 2 em simultâneo com Popeye. Em setembro de 2014, a Sony divulgou um teste de animação feito pelo diretor. Em março de 2015, Tartakovsky anunciou que, apesar do teste ter sido bem recebido, ele não estava mais trabalhando no projeto. No entanto, a Sony Pictures Animation afirmou que o projeto ainda continua em desenvolvimento ativo. Em janeiro de 2016 foi anunciado que T. J. Fixman iria roterizar o filme. Em 11 de maio de 2020, foi anunciado que um filme de Popeye está em desenvolvimento no King Features Syndicate, com Genndy Tartakovsky voltando ao projeto.

### Websérie
Em 2 de dezembro de 2018, estreou uma websérie do Popeye chamada Popeye's Island Adventures produzida pelo estúdio WildBrain no canal oficial de Popeye no YouTube.

## Domínio público

### Nos Estados Unidos

##### Histórias em quadrinhos

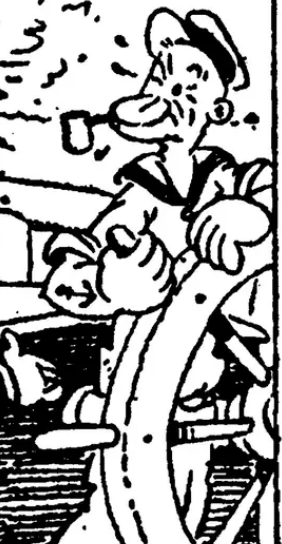
Popeye, 21 de janeiro de 1929

Em 1º de janeiro de 2025, a tira de Thimble Theatre com a primeira aparição de Popeye entrou em domínio público. Certos elementos do personagem de Popeye  contudo, certos elementos ainda se mantém: a primeira menção de Popeye comendo espinafre como fonte de força foi em uma tira de 1931. No entanto, mesmo depois que as tiras de estreia de Popeye entraram em domínio público, a King Features ainda mantém marcas registradas relacionadas ao nome e à imagem de Popeye. Ao contrário dos direitos autorais, as marcas registradas não expiram a menos que deixem de ser usadas, e a King Features tem usado a marca registrada Popeye continuamente desde que a registrou em 1931.

##### Animações
Embora a maior parte dos desenhos animados do Popeye da Paramount tenham permanecido durante muito tempo indisponíveis em vídeo, os episódios produzidos entre a década de 1930 até a década de 1950, após terem caído em domínio público, foram disponibilizados nos Estados Unidos em numerosas fitas de VHS, e DVDs de baixo orçamento, durante os anos 1990 e 2000. Estes curta metragens entraram em domínio público, uma vez que foram produzidos e publicados nos Estados Unidos, entre 1923 e 1963, e seu copyright não havia sido renovado. Entre esses desenhos animados estavam os da década de 1930, produzidos por Max Fleischer no Fleischer Studios, que são em sua maioria em preto e branco, e três em cores: "Popeye the Sailor Meets Ali Baba's Forty Thieves", "Popeye the Sailor Meets Sindbad the Sailor" e "Popeye and His Wonderful Lamp"; os outros eram episódios em technicolor dos anos 50 produzidos pelo Famous Studios. No Brasil, os episódios em domínio público, também foram lançados em fitas nos anos 90 e depois em DVDs, mas como não eram lançamentos oficiais, os desenhos não foram disponibilizados com a dublagem da Herbert Richers, e sim com uma feita na BKS e Marshmallow somente para VHS e DVD.
Em 2006 a Warner Bros, dona dos direitos dos curtas da Paramount, chegou a um acordo com a King Feature Syndicate e lançou em DVD nos Estados Unidos, por ordem cronológica, começando pelo primeiro "Popeye the Sailor" de 1933. No ano seguinte, a Warner também lançou no Brasil, alguns DVDs do Popeye, porém, não eram com os curtas originais dos anos 30, e sim com episódios do "Show do Popeye" produzidos pela Hanna Barbera nos anos 1970. Mas desta vez, os episódios do DVD acabaram sendo lançados com a dublagem da Herbert Richers, porque eram DVDs oficiais da Warner.

### Domínio público nos países da União Europeia
No dia 1 de janeiro de 2009 os direitos autorais dos quadrinhos originais do Popeye entraram em domínio público (embora não os vários filmes, programas de TV, música tema e outras mídias baseadas nele) na Europa e em países da União Europeia, de acordo com a lei da União Europeia, que restringe o uso das imagens até 70 anos após a morte do autor, e o criador dos quadrinhos do Popeye, Elzie Segar, morreu em 1938 (a legislação quanto aos direitos autorais é esta mesma no Brasil). Desta maneira, nos países da União Europeia (e Brasil), a partir do primeiro dia do ano de 2009, as imagens dos personagens de Segar, podem ser comercializadas e impressas em posteres, camisetas e adesivos; além dos primeiros quadrinhos do Popeye, também criados e desenhados por Elzier Segar, que após esta data, podem ser publicados por qualquer editora europeia em novas revistas, ou até mesmo em novas histórias, sem a necessidade de pedir autorização ou pagar royalties. Porém, isso vale apenas para os países da União Europeia (e o Brasil), pois nos Estados Unidos, os direitos estarão protegidos até 31 de dezembro de 2024, porque embora a Europa proteja os direitos de uma obra durante 70 anos após a morte de seu criador, a política norte-americana é diferente, protegendo os direitos autorais até 95 anos após a primeira publicação ou 120 anos a partir da criação, o que for menor. Popeye entrará no domínio público nos EUA em 1º de janeiro de 2025, supondo que não haja emendas à lei de direitos autorais dos Estados Unidos antes dessa data. A partir de 2023, as tiras de Thimble Theatre de 1919 a 1927 entraram no domínio público, nenhuma das quais apresenta Popeye.´Diferentemente dos personagens de Segar, a "marca Popeye" ainda pertence à empresa King Features Syndicate, que licencia quaisquer produtos relacionados ao marinheiro e sua turma.
Mark Owen, especialista em direito de propriedade, disse ao The London Times que os personagens e quadrinhos de Elzie Segar perderam o copyright, e por esse motivo, qualquer pessoa em países como a Europa poderá abrir um rentável negócio usando-os estampados em camisetas, pôsteres e outros meios impressos; mas ele também explicou que se alguém criar e vender bonecos ou brinquedos da turma do Popeye, ou mesmo produtos que levam a marca "Popeye", poderá infringir a trademark. A trademark (marca registrada), diferente do direito autoral, nesse caso, é da norte-americana King Features Syndicate. Em 2012, foi publicado na França Revoilà Popeye, um álbum tributo ao personagem sem que fosse preciso pagar royalties a King Features.
Em 2019, o brasileiro Marcelo Lelis ilustrou o álbum francês Popeye: Un Homme à la Mer, escrito por Antoine Ozanam.

## Webcomics
Em janeiro de 2019, em comemoração aos seus 90 anos de personagem, King Feature Syndicate lançou a webcomic Popeye's Cartoon Club. Em uma série de tiras domicais, uma grande variedade de artistas retrataram os personagens em seus próprios estilos em um quadrinho cada, incluindo Alex Hallatt, Erica Henderson, Tom Neely, Roger Langridge, Larry deSouza, Robert Sikoryak, Jeffrey Brown, Jim Engel, Liniers, Jay Fosgitt, Carol Lay e Randy Milholland. No final do ano, a HQ do Cartoon Club de Milholland foi declarada a história em quadrinhos número um do ano no site da King Features, Comics Kingdom.
De fevereiro a abril de 2020, o Cartoon Club publicou cinco quadrinhos adicionais de Milhollannd, que foi seguido por uma tiragem estendida de 28 de maio a 6 de julho de 2020, tornando Milholland a primeira pessoa a escrever uma história em quadrinhos do Popeye com atualização diária para a King Features desde 1994.
Em agosto de 2022, um novo webcomic duas vezes por semana (terças e quintas) intitulado Olive & Popeye estreou. Milholland escreve e desenha as tiras de quinta-feira, que focam em Popeye e sua família, enquanto as tiras de terça se concentram em Olive e suas próprias aventuras. Estes foram inicialmente desenhados por Shadia Amin, que mais tarde foi substituída por Emi Burdge em outubro de 2023. As duas histórias correm em paralelo e ocasionalmente se cruzam. idw

## Aparições e referências em outras mídias

### Nos Estados Unidos
- Um personagem de As Meninas Superpoderosas chamado Mitchel Mitchelson ("Mitch"), que aparece no episódio "Gettin' Twiggy With It", tem a voz exatamente igual a do Popeye Original em inglês. Curiosamente, em um certo ponto deste mesmo episódio, ele também solta a mesma risada de Popeye ("A-gah-gah-gah-gah-gah-gah!!!"), a razão para isso, é uma possível homenagem, após terem percebido a semelhança das duas vozes.
- A partir da sexta temporada do desenho "Bob Esponja Calça Quadrada" em 2008, o personagem Seu Siriguejo, passou a usar uma risada parecida com a risada americana do Popeye. Anteriormente a risada do marinheiro, já havia aparecido uma vez no episódio "Boca de Marinheiro" ("Sailor Mouth"), mas era usada pela mãe do Seu Sirigueijo. A partir de 2008 a risada passou a ser usada constantemente por Sirigueijo.
- Em Bob Esponja - O Filme, quando Patrick e Bob Esponja estão no bar do "Amendo-Bobo" aparecem dois quadros ao fundo, um com um desenho da cara do Popeye, e outro com a primeira tira em quadrinho em que ele aparece.
- O desenho O Fantástico Mundo de Bobby também já fez uma referência ao Popeye, no episódio "Bobby's Big Broadcast" (Bobby na Televisão). Neste episódio Popeye foi "intepretado" pelo próprio Bobby (que recebeu o nome de Bobeye), Brutus foi "interpretado" por seu irmão Derek (que recebeu o nome de Dorko) e Olívia foi "interpretada" pela mãe de Bobby, além do espinafre ter sido substituído por chiclete sem açúcar.
- Em um episódio de Os Padrinhos Mágicos chamado: "Os Bons e Velhos Tempos", aparece na TV da casa do Timmy, um marinheiro chamado "Poke Eye", uma paródia ao Popeye. O curioso, é que no Brasil, o "Poke Eye" tem o mesmo dublador do Popeye, Orlando Drummond.
- Em um episódios de Os Simpsons Homer pega uma lata de maionese e a aperta engolindo tudo para poder ter uma ideia, isso em paródia ao Popeye comendo sua espinafre. Já no episódio em que Homer fratura a mandíbula e se torna uma pessoa de bom vocabulário e sóbria, Bart espreme um lata de cerveja e lança o conteúdo na boca de Homer, que engole e faz pose como a do Popeye, especialmente a tatuagem que saí no braço e ficar com a cara do Popeye, enquanto Marge mexe os braços como gelatina, igual a Olivia, gritando para Homer salvá-la.
- Em um episódio de O Máskara, Máskara após ser esmagado por um dinossauro pega uma lata de espinafre e a come com a mesma música de fundo do Popeye quando faz essa cena, mas em seguida ele cospe dizendo "Eu odeio espinafre".

### No Brasil
- O escritor Monteiro Lobato utilizou a personagem Popeye no seu livro "Memórias da Emília". Mas na história de Lobato, Popeye aparecia com jeito de mau caráter e bêbado. Isso se deve ao fato de que, quando o livro foi escrito em 1936, Monteiro Lobato conhecia o personagem apenas pelos seus primeiros episódios dos anos 1930, numa época em que Popeye ainda não era muito politicamente correto. Nos primeiros episódios, Popeye tomava bebidas alcoólicas, e gostava de arranjar brigas por qualquer motivo. Um exemplo claro disso é no episódio "Blow Me Down" de 1933, traduzido na dublagem brasileira com o título de "Confusão é comigo mesmo". Nesse episódio, Popeye quebra os dentes de um homem apenas porque este estava rindo dele, e se atraca com uma turma dentro de um bar, quebrando tudo que encontra pela frente. No episódio "Wild Elephinks", Popeye aparece matando vários animais em uma floresta com golpes de punho. E, como a história "Memórias da Emília" foi escrita na mesma época em que Popeye tinha atitudes que hoje são consideradas "politicamente incorretas", essa foi a imagem que Monteiro Lobato passou dele em seu livro.
- Popeye foi durante muitos anos o mascote do clube poliesportivo Clube de Regatas do Flamengo.[78] A ideia foi do cartunista argentino Lorenzo Mollas, a pedido do Jornal dos Sports na década de 1940. Na época, não havia grande preocupação ou fiscalização com direitos autorais. A partir da década de 1980, o urubu Samuca, criado pelo cartunista Henfil, virou o mascote oficial. No entanto, o marinheiro Popeye sempre é lembrado pela sua torcida. Ele também foi adotado como mascote do Clube Náutico Marcílio Dias, clube de Itajaí - SC, devido à agremiação utilizar o nome do bravo marinheiro morto na Guerra do Paraguai, dando-lhe ao time o apelido de "Marinheiro", e também pelas cores das vestimentas de Popeye nas versões mais antigas serem as cores do clube: vermelho e azul.
- No programa Zorra Total, houve um período em que o quadro do Patrick passou a lembrar um pouco os desenhos do Popeye. Após da aparição de Abadia, a namorada do Patrick, foi criado também o Brutão, que parece ter sido inspirado no Brutus. Porém no quadro, quem acabava batendo no Brutão no final, era a própria namorada do Patrick, em vez dele.
- O programa Os Trapalhões fez uma paródia do desenho, com Didi como Popeye, Roberto Guilherme como Brutus e Tião Macalé como Gugu. Aqui Didi usa as roupas que Popeye usava nos desenhos da década de 1930.
- Em 2008, O site Mundo Canibal criou um personagem chamado "Maloqueiro Pô Pai" que é uma paródia do Marinheiro Popeye.

## A voz do Popeye

### Nos Estados Unidos
Popeye foi feito por vários dubladores nos Estados Unidos, alguns dos mais notaveis foram: William Costello, Floyd Buckley, Mae Questel, Jack Mercer, Harry Foster Welch, Maurice LaMarche e Billy West.
O mais conhecido pelo grande público foi Jack Mercer, que durante muito tempo foi a voz oficial de Popeye nos Estados Unidos, no entanto antes de Mercer, a voz americana do marinheiro era feita por Billy Costello, que o dublou apenas em seus primeiros episódios para o cinema, com uma voz bem mais grossa e "arranhada" que a de Mercer. O dublador original Billy Costello, teve problemas com o estúdio, e foi despedido, Jack Mercer então o substituiu; ele começou imitando a voz de Costello, e depois foi mudando um pouco de tom, deixando a voz mais fina em alguns momentos. O primeiro episódio dublado por Mercer foi: O Rei do Festival "King of the Mardi Gras" de 1935.
Curiosamente Popeye chegou a ser dublado nos Estados Unidos também por uma mulher, Mae Questel, que fazia a voz da Olívia Palito. Nos desenho do marinheiro, além da Olívia, ela dublou o próprio Popeye quando os dubladores William Costello e Jack Mercer não estavam disponíveis (para isso ela teve sua voz alterada eletronicamente). Uma outra voz do Popeye, não tão conhecida, e que é a mais diferente de todas, foi feita por Floyd Buckley. Floyd fazia a voz do Popeye no rádio, e chegou a dublar apenas um episódio de desenho animado, chamado: "Be Kind to Animals" ("Seja Bom com os Animais") de 1935. Diferente das outras vozes, esta era bem mais grave, e mais "humana". Um outro dublador substituto, e não tão famoso, foi Harry Foster Welch.
Após a morte de Jack Mercer em 1984, a voz do personagem também foi feita nos Estados Unidos por Maurice LaMarche na série "Popeye and Son" (1987), e por Billy West em "Popeye's Voyage: The Quest for Pappy" (2004). Também foi feito por Jim Cummings em comerciais de TV.

### Popeye e seu "mau inglês"
Um fato pouco conhecido no Brasil sobre Popeye, é que ele fala errado nas palavras originais em inglês. Ele fala: "me" quando deveria falar: "my" (que em português seria como se ele falasse "d'eu" em vez de "meu"). Isso pode ser observado em um verso da sua canção tema "I'm Popeye, the sailorman", em que ele fala: "me spinach" (espinafre "d'eu") quando o certo seria "my spinach" ("meu" espinafre), isso acontece em quase todos os episódios, exceto no primeiro em que ele fez sua estreia, e algumas de suas características ainda não estavam definidas.
O marinheiro também costuma pronunciar a letra K no lugar da letra T. Exemplo: quando vai falar punho em inglês: Fist ele fala Fisk, na sua música tema isso também pode ser notado quando ele diz: "If anyone dasses to risk me fisk", quando o certo seria: "my fist". Nos títulos de alguns episódios do Popeye, algumas palavras são escritas erradas de propósito em referência à maneira que a personagem fala, como em dois episódios em que a palavra "mystery" é escrita com K no lugar do T virando "myskery" ("Wimmen Is a Myskery" - 1940, e "Myskery Melody" - 1961).
Nos Estados Unidos havia algumas controvérsias contra os desenhos do Popeye, pelo fato da personagem principal falar errado. Alguns professores temiam que o "mau inglês" usado por Popeye em seus diálogos incentivasse as crianças a falarem daquela maneira também.
Na dublagem brasileira dos desenhos, Popeye não apresenta essa característica (até porque ficaria mais difícil de adaptar suas falas). Mas no ano de 2004, pela primeira vez ele foi dublado falando errado, no filme: "Popeye a procura do Vovô", um especial de Natal de animação em 3D. Este desenho foi dublado em São Paulo no estúdio da Marshmallow, com Cassius Romero dublando Popeye, e na dublagem o "me" que Popeye dizia em inglês, foi adaptado para "dieu" em português, por isso no filme de vez em quando Popeye fala coisas como: "A Olívia dieu", "o Gugu dieu" ou "o amigo dieu", mas em alguns momentos volta a falar certo.

## Espinafre
Atravessando gerações, as histórias do Marinheiro Popeye cativaram as crianças de todas as épocas. Popeye gerou um aumento de 70% no consumo de espinafre nos Estados Unidos, porque as mães convenciam os filhos a comerem espinafre alegando que assim eles ficariam fortes. Para o público brasileiro, pode parecer um pouco estranho o espinafre do Popeye ser enlatado, mas o fato é que nos Estados Unidos, sempre foi comum vender espinafre em latas (em sopa ou empapado), assim como também é comum nos Estados Unidos comprar feijão em lata, ou milho enlatado. O espinafre do Popeye não apareceu originalmente nos quadrinhos, ele foi criado apenas para os desenhos de cinema, e só depois foi introduzido também nas histórias em quadrinhos. Nos primeiros quadrinhos, Popeye era bem diferente do que ele seria mais tarde, só se alimentava de carne, e não gostava de qualquer tipo de vegetal ou legume.
Após a introdução do espinafre como fonte de superforça e invulnerabilidade de Popeye em vários desenhos ele usa o espinafre como fonte de força inclusive a carros e aviões, num deles (fase Hanna Barbera da Série Espinafre 80) num duelo aéreo com o vilão Brutus usa um aviãoa helice contra um biplano e quando Popeye coloca espinafre no motor este se transforma num ultra moderno caça supersônico F18 Hornet se transformando no Espinafre Jato

### A Galinha Whiffle
Nas primeiras aparições de Popeye nas tiras de jornais em 1929, ele ainda não usava o espinafre para ficar forte, mas, ele acabou tendo uma outra fonte para sua força, uma galinha mágica chamada "Bernice The Whiffle Hen". Na primeira história em quadrinho em que Popeye apareceu em 1929, ele fazia parte da tripulação do navio de Castor Palito, que partira em busca de Bernice, uma lendária galinha que podia dar força, invulnerabilidade e boa sorte a quem tocasse as penas de sua cabeça. Na história, Popeye conseguiu tocar as penas da galinha mágica, e ganhou sua força a partir daí; mas diferente do espinafre ele só precisou fazer isso apenas uma vez, para que mantivesse sua força definitivamente. Segundo historiadores, o espinafre foi introduzido pela primeira vez em uma história em quadrinho de 1932, e um ano depois, em 1933, no primeiro curta metragem produzido pelos Fleischer Studios para o cinema, o marinheiro foi mostrado usando o espinafre em um momento de perigo para ficar forte e vencer Brutus, e a partir daí o espinafre também passou a ser introduzido constantemente nas histórias em quadrinhos. Nos Estados Unidos alguns acreditam que o fato de Popeye usar espinafre como arma secreta teria sido um acordo entre o criador da personagem, Elzie Segar, e uma fábrica de espinafre enlatado. Outros dizem que o marinheiro "Frank Rocky Fiegel", que inspirou o personagem, teria aconselhado o criador do personagem, quando criança, a comer sempre espinafre para ficar forte, e ele teria tirado daí a ideia.
A galinha Bernice, porém, voltou a aparecer nos curtas feitos para a TV pela King Features Syndicate nos anos 1960. Porém seu nome foi mudado para apenas "The Whiffle Bird", e não era mais uma galinha, e sim um pássaro mágico de cor amarela que realizava três pedidos de qualquer pessoa que o encontrasse e esfregasse as três penas do seu topete (embora houvesse episódios em que eram três penas da cauda). Houve também um episódio dessa época chamado A Vingança do Pássaro Mágico ("The Whiffle Bird's Revenge"), em que o pássaro jogou um feitiço no Dudu por ele ter tentado pega-lo para cozinha-lo, fazendo com que o Dudu se transformasse num lobisomem toda vez que falasse a palavra hamburguer.
Na história em quadrinhos alternativa "O Casamento de Popeye e Olívia", publicada em 1999, Bernice a galinha Whiffle, voltou a aparecer, como ela era antes. Na história Popeye revela que além do espinafre, sua força também se deve a galinha Whiffle, que ele encontrou quando era mais jovem. Durante a história, Brutus também encontra Bernice e toca suas penas, e fica com a mesma força de Popeye, podendo lutar de igual para igual com ele. Enquanto os dois estão lutando, a Olívia tem a ideia de pedir que o Dudu (que estava comendo uma coxa de frango) falasse em voz alta que comeu a Galinha Mágica, para que Brutus escutasse e pensasse que perdeu sua força. Como essa era uma história alternativa, tomaram a liberdade de desenhar as personagens com traços bem diferentes dos originais, deixando-os "mais humanos".

## Filme live action

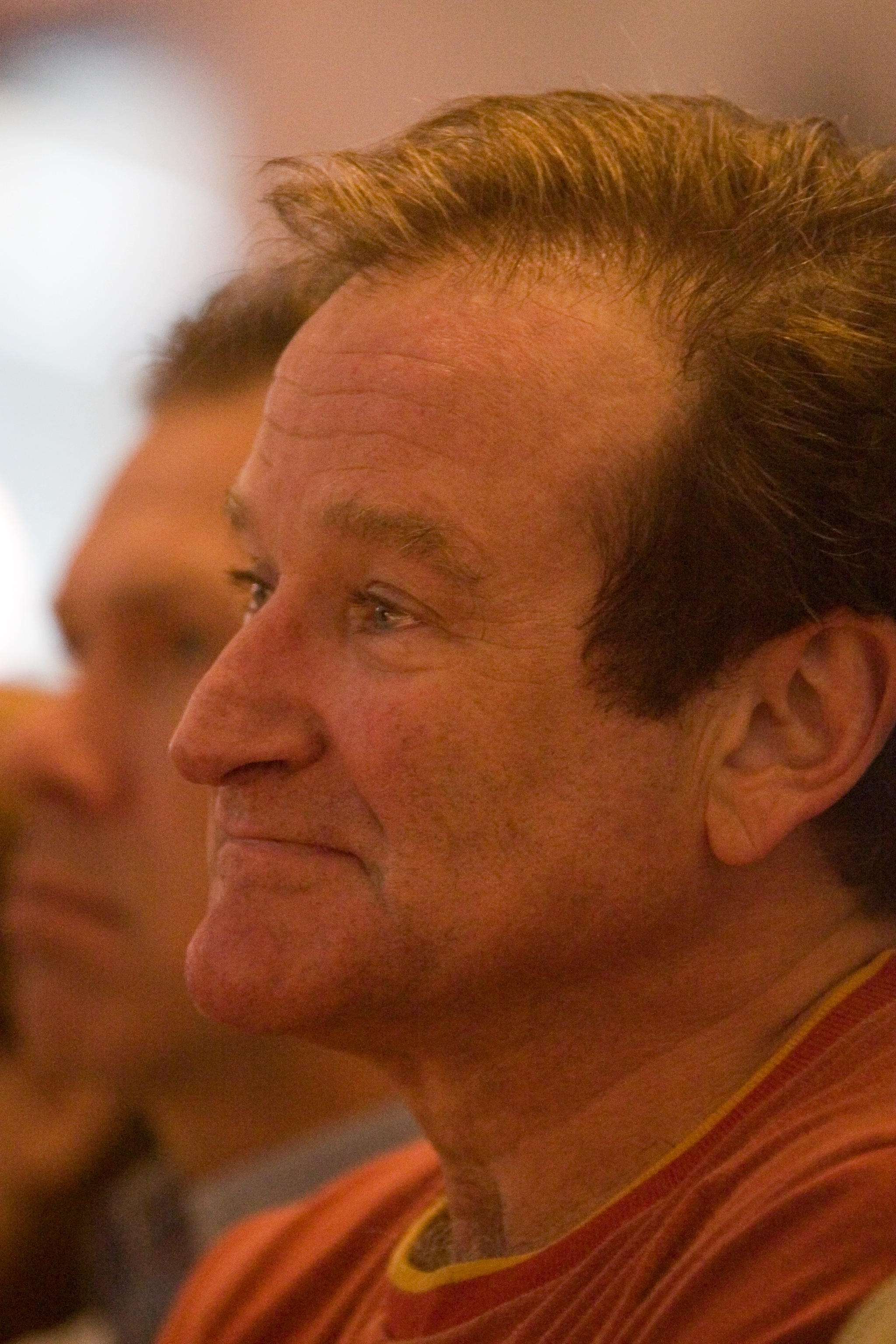
Robin Williams foi Popeye em 1980 em um filme live action.

Em 1980, Popeye ganhou uma versão em live action, no filme Popeye, com direção de Robert Altman, e roteiro de Jules Feiffer, com Robin Williams no papel de Popeye, e Shelley Duvall no papel de Olívia Palito. O filme teve o seu roteiro baseado em algumas das primeiras histórias dos quadrinhos de Elzie Segar, e tinha algumas piadas visuais inspiradas nos antigos desenhos do Popeye produzidos por Max Fleischer. Apresentava ainda um "clima musical" bem parecido com os antigos episódios do Popeye da década de 1930, tais como: O Homem do Trapézio Voador ("The Man on the Flying Trapeze"), Cuidado com o Brutus Barbudus ("Beware of Barnacle Bill") e Machão do Machado ("Axe Me Another"), episódios com várias canções ou números musicais. O filme arrecadou $ 49.823.037 nas bilheterias Estados Unidos, mais do dobro do orçamento do filme. Recebeu críticas mistas em geral, incluindo opiniões favoráveis como as de Vincent Canby, e Roger Ebert, e alguns comentários desfavoráveis de críticos como Leonard Maltin.
Nos Estados Unidos foi recebido com algumas críticas negativas, pelo fato de Popeye não gostar de espinafre na história, e só aprender a comer a verdura no final do filme. Mas diferente dos críticos, os fãs das tirinhas de E. C. Segar diziam que a personagem "Popeye" original dos quadrinhos inicialmente também não comia espinafre (realmente, nas primeiras aparições Popeye ainda não usava o espinafre para ficar forte). E também havia o fato de que em muitos episódios de cinema Popeye contava a seus sobrinhos que quando ele era criança não gostava de espinafre, e que só depois aprendeu a importância de se tê-lo nas refeições.

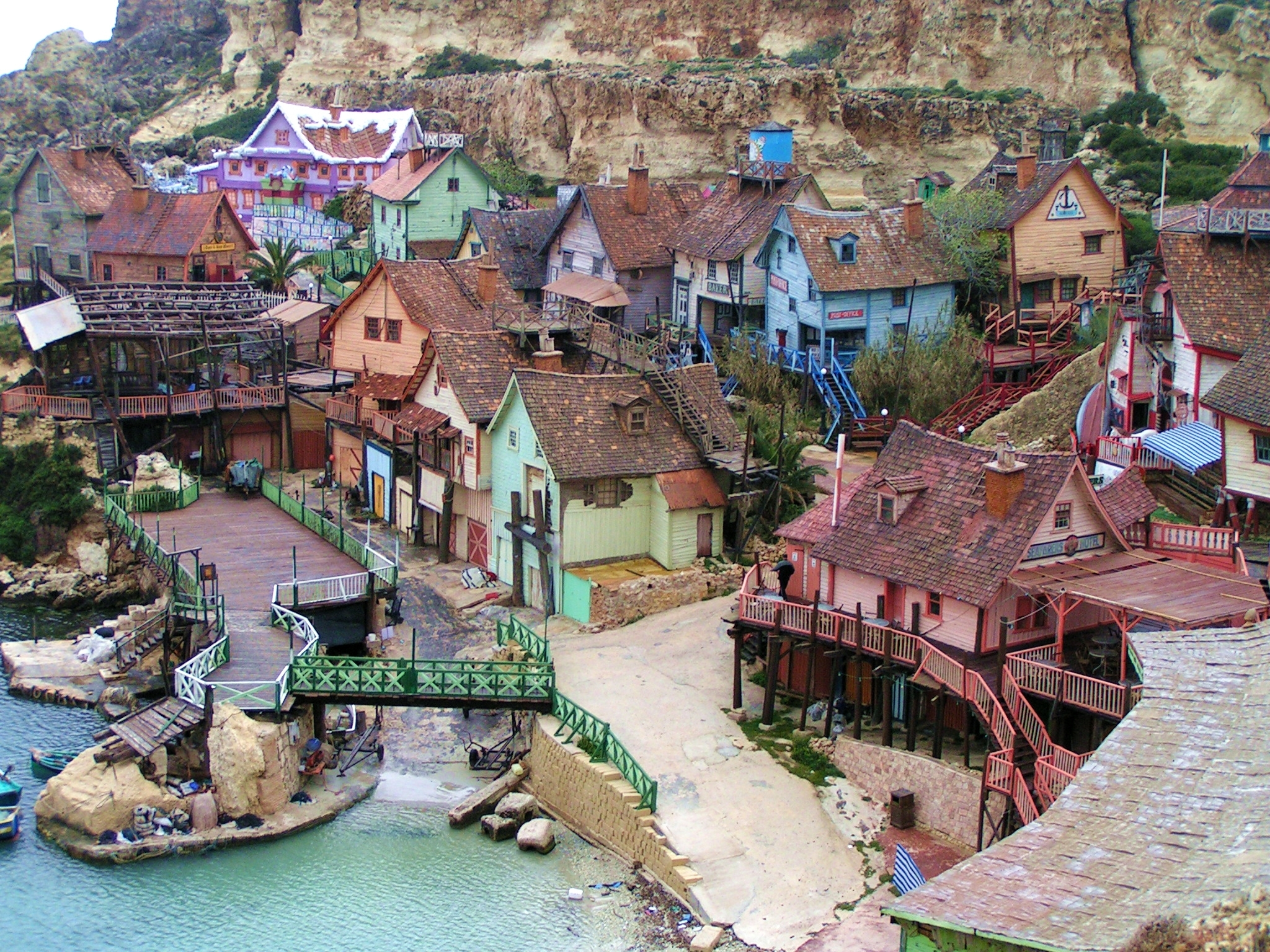
Popeye Village ou "Sweethaven", cidade cinematográfica em Malta, onde foi gravado o filme do Popeye. Foi reformada, e hoje é aberta ao público como um museu ao ar livre.

Um dos principais motivos pelo filme ter sido um pouco estranhado pela crítica, é que as primeiras tiras em quadrinhos do Popeye publicadas em 1929, já não eram tão conhecidas quando o filme foi lançado em 1980; e o público não estava muito familiarizado com as várias personagens da cidade de "Sweethaven" que aparecem durante o filme, pois eles participavam com mais frequência nos quadrinhos, do que nas animações. A história do roteiro também era mais inspirada nas primeiras histórias em quadrinhos de Elzie Segar, do que nos desenhos de cinema. 

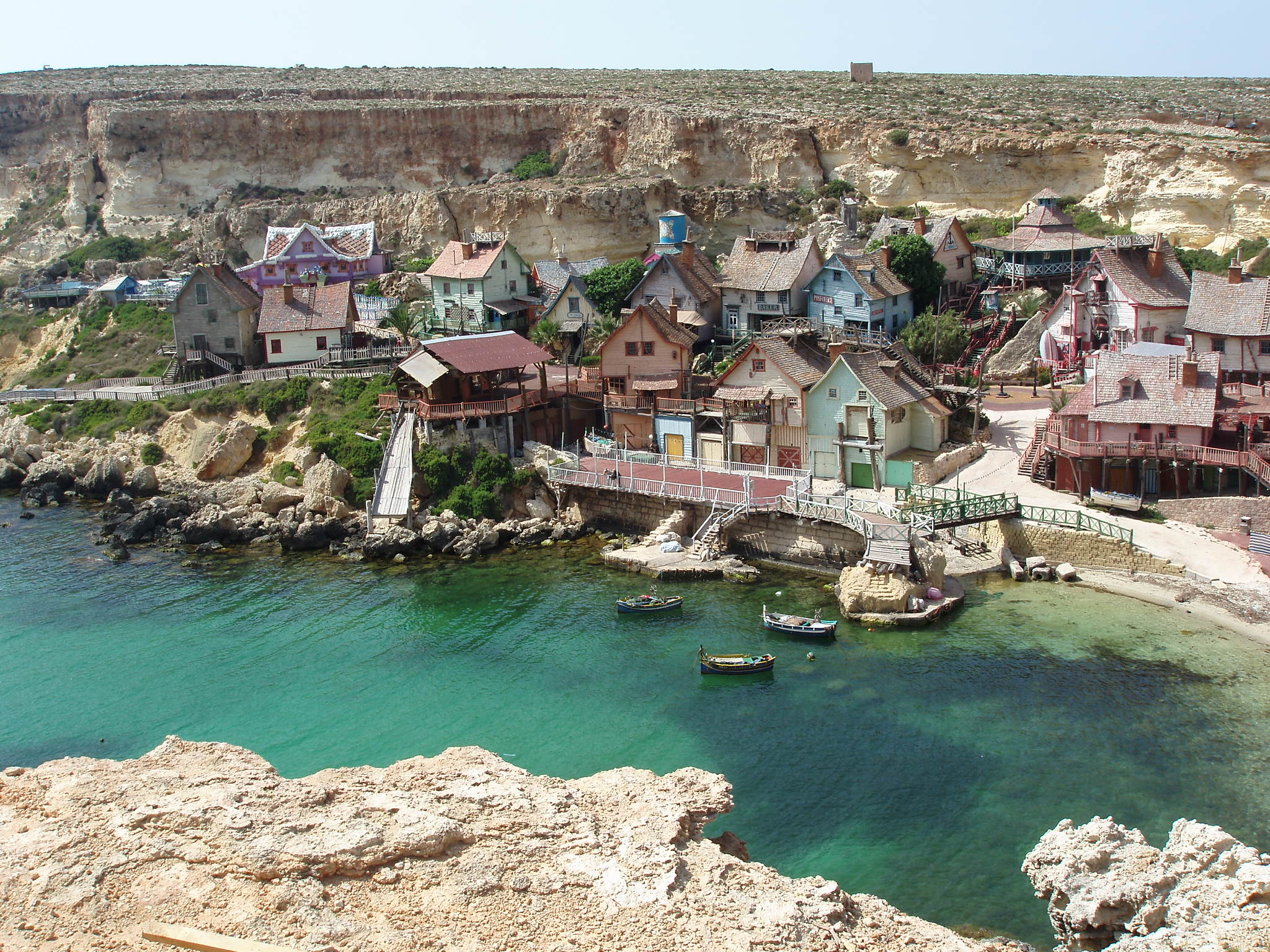
Vista da cidade de "Sweethaven".

Como nas tiras "Thimble Theatre" dos anos 1930, o filme mostrava Popeye chegando à cidade de "Sweethaven" e conhecendo a família da Olívia Palito, e depois se apaixonando pela Olívia, encontrando Gugu abandonado em uma cesta (baseado em uma história publicada no dia 24 de julho de 1933, na qual Gugu faz sua estreia), e reencontrando o seu pai desaparecido, Poopdeck Pappy (ou "Vovô Popeye"). Por esses motivos, algumas das pessoas que conheceram os quadrinhos originais do Popeye, costumam defender a fidelidade do filme à obra de Elzie Segar. O filme, também é considerado fiel em alguns outros pontos, como a interpretação de Robin Williams, que fica bem próxima ao Popeye dos curta metragens dos Fleischer Studios, um exemplo disso é que Williams matém o mesmo costume que o Popeye de Max Fleischer tinha, de sempre murmurar frases quase incompreensíveis em voz baixa, quando está pensando consigo mesmo.
A idade de Popeye no filme era de 32 anos, já que em uma cena ele diz que seu pai o abandonou quando ele tinha 2 anos, e que já não o via há 30 anos. Em um episódio da década de 1950 Popeye é mostrado como tendo 40 anos, mas curiosamente no site oficial do personagem (popeye.com), é dito que ele tem 34 anos, enquanto Olívia tem 29 e Brutus 36.

## Personagens

Logotipo.

Muitas personagens coadjuvaram com Popeye tanto nas HQ quanto nas animações. Um deles foi um bebê órfão chamado Gugu, que mais tarde foi adotado por Popeye, outro foi o pai de Popeye, um velho teimoso que sempre se mete em encrencas, o comedor de hambúrguer, Dudu, um animal nativo da África chamado Eugênio o Jeep Mágico e também a Bruxa do Mar. Mas alguns foram criados somente para os desenhos animados, como os quatro sobrinhos de Popeye e um amigo de Popeye chamado Shorty que ele conheceu quando entrou para a Marinha.
- Marinheiro Popeye (Popeye the Sailor) - Ele é um marinheiro caolho, com braços grossos, e rosto deformado, e usa sempre um cachimbo no canto da boca. Sua arma secreta é uma lata de espinafre usada sempre nos momentos de perigo. Popeye está sempre salvando sua namorada Olívia Palito das perseguições do Brutus. Quando come espinafre adquire uma grande força e confiança, podendo enfrentar qualquer desafio, ou inimigo.
- Olívia Palito (Olive Oyl) - A namorada do Popeye, que é alvo constante das perseguições do Brutus, que quer conquistá-la. Olívia nos primeiros episódios, não gostava de Brutus, e não dava atenção a ele quando este mexia com ela, só após algum tempo (principalmente em episódios dos anos 50 e 60) ela passou a se deixar se impressionar por ele, mas sempre acabava voltando para o Popeye quando Brutus a tratava mal. Olívia foi criada por Elzie Crisler Segar em 1919, dez anos antes de Popeye. Antes da primeira aparição de Popeye, as histórias em quadrinhos de Segar, giravam em torno da família de Olívia, e de seu irmão Castor Palito. Nessa época Olívia tinha um outro namorado chamado Ham Gravy, que foi substituído por Popeye nas histórias, após o sucesso deste. O nome dela em inglês "Olive Oyl" significa "azeite de oliva" (olive oil), mas com "oyl" no lugar de "oil". As tiras de Segar incluem ainda uma série de parentes da Olívia também chamados com nomes de "óleos". Incluindo seu irmão, Castor Palito "Castor oyl" (um trocadilho com "castor oil" óleo de rícino), a sua mãe, Nana Palito "Nana Oyl" ("óleo de banana"), e seu pai Cole Palito "Cole Oyl", e a sobrinha de Olívia (criada somente para os desenhos da TV), Deezil Palito "Deezil Oyl" (trocadilho com óleo diesel).
- Brutus (Bluto) - O principal vilão das histórias, vive paquerando a Olívia, mas sempre se dá mal no fim. Em alguns episódios, no entanto, ele une forças com Popeye e também pede que este o livre de enrascadas, usando também o famoso bordão de Olívia: "Socorro, Popeye!". O design de Brutus, costumava variar muito desde 1933 até os anos 50, em alguns episódios ele era desenhado "forte" e em outros apenas "gordo". Brutus já teve dois nomes em inglês: "Bluto" e "Brutus". Isso aconteceu por causa de um engano sobre quem tinha os direitos autorais sobre o nome original. Quando os desenhos animados do Popeye deixaram de ser produzidos pelo Fleischer Studios (e depois pelo Famous Studios) e distribuídos pela Paramount em 1957, e a King Features Syndicate passaria a produzi-los sozinha, a Paramount Pictures acreditava (erradamente) que o nome "Bluto" havia sido criado pelos Fleischer Studios, e portanto eles tinham os direitos de propriedade sobre o nome. A King Features Syndicate então rebatizou o personagem com o nome de "Brutus" para evitar problemas com direitos autorais ou direitos marcários. No entanto, quando as séries de Popeye foram para a Hanna Barbera nos anos 70, foi descoberto que eles estavam enganados, o nome Bluto já havia aparecido antes em apenas uma história em quadrinhos de 12 de Setembro de 1932. Este engano foi devido ao fato de que na década de 1930, O personagem "Bluto" só apareceu em apenas uma história em quadrinho do Popeye em 1932, porém, a partir de 1933, ele passou a ser sempre usado para os curtas animados dos Fleischers Studios.
- Bruxa do Mar (Sea Hag) - Nos quadrinhos ela é uma velha bruxa má que navega pelos sete mares em seu navio "The Black Barnacle" roubando tudo o que encontra em seu caminho. Ela de vez em quando sai disfarçada como uma bela jovem chamada "Rosa do Mar", para enganar os marinheiros. Sua fraqueza são os poderes mágicos de Eugênio o Jeep Mágico e Popeye sobre o efeito do espinafre quando a invulnerabilidade do herói o torna imune a magia. A Bruxa do Mar não chegou a aparecer em nenhum curta de cinema da Fleischer Studios ou Famous Studios, ela só chegou a contracenar com Popeye durante os anos 1960, nos desenhos animados de TV da "King Features Syndicate" (1960-1962). Ela também aparece no seriado produzido pelos estúdios de Hanna-Barbera, no final da década de 1970. Nos quadrinhos a Bruxa do Mar tinha a cor de pele normal, mas nas animações ela passou a ser da cor verde. Um dos episódios do Marinheiro Popeye, chamado "Melodia Misteriosa", mostra a Bruxa do Mar se transformando em "Rosa do Mar" para enganar o Vovô Popeye. Na animação À Procura do Vovô (Popeye's Voyage: The Quest for Pappy) de 2004, é dito que foi a Bruxa do Mar quem arrancou o olho direito do Vovô Popeye, em uma batalha em alto mar.

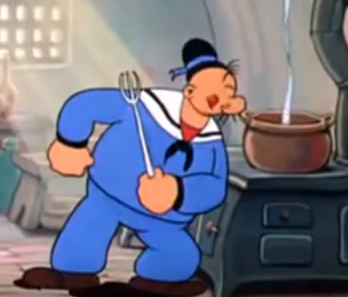
Dudu

- Dudu (Wimpy) - Ele é um sujeito gorducho e atarracado, vestindo roupas de moda antiga, com um nariz redondo e enorme, e o principal, uma incessante fome de hamburguer. Sempre pedia dinheiro emprestado a seus amigos para comer um hamburguer, sob a promessa de pagar na próxima terça-feira. Dudu foi criado pelo cartunista Elzie Crisler Segar bem antes do marinheiro Popeye. Ele era um dos principais personagens nas tiras de jornal, mas quando "Popeye" foi adaptado como um desenho animado pelo Fleischer Studios, Dudu se tornou um personagem secundário.
- Gugu (Swee' Pea) - Nas histórias em quadrinhos, Gugu é um bebê órfão encontrado na porta da casa do Popeye, deixado pela mãe, que era muito pobre, para cuidar dele. Popeye então o adotou como seu filho. Gugu é encontrado em uma história do "Thimble Theatre", publicada no dia 24 de julho de 1933. As falas de Gugu nos quadrinhos, inicialmente, eram representadas apenas pelo som "glop". À medida que os anos se passaram, Gugu foi sendo mostrado nos quadrinhos com idade suficiente para falar normalmente, tentar brigar e dar socos se precisasse, no entanto manteve a aparência de bebê e continuou engatinhando. O primeiro curta animado em que Gugu apareceu foi "Little Swee' Pea", de 1936 (três anos após a estreia nos quadrinhos); mais tarde, ele também seria introduzido em vários outros episódios. Mas, como em nenhum dos desenhos animados nunca foi explicado de que maneira Popeye conheceu aquele bebê, muitas pessoas que conheciam somente as animações, e não os quadrinhos originais, nem faziam ideia de que Gugu era uma criança adotada por Popeye. Em alguns episódios o Gugu também é mostrado sendo órfão, e estando sob cuidados de Olívia Palito. No filme Popeye com atores reais de 1980, é mostrada a origem do bebê Gugu como nos quadrinhos, onde ele é encontrado por Popeye. O papel de Gugu no filme foi feito por Wesley Ivan Hurt, o neto do diretor Robert Altman.
- Vovô Popeye (Poopdeck Pappy) - Ele é o pai do Popeye, que passou a vida inteira fugindo da Bruxa do Mar. Ele apareceu pela primeira vez no quadrinho "Thimble Theatre" tempos depois do Popeye ter adquirido Eugênio o Jeep em 1936. Popeye decidiu usar da criatura sobrenatural para encontrar seu pai. Vovô Popeye fez sua primeira animação aparição nos desenhos animados do Popeye no cuta metragem "Goonland" de 1938. Nestes desenhos animados, é revelado que Popeye tem um pai há muito perdido, não se via desde a infância, e que está sendo mantido em cativeiro na ilha dos Goon. No filme em live action Vovô Popeye é interpretado por Ray Walston. Ele também aparece na série "Popeye e Filho", quando ele vai para ajudar seu neto Júnior com o seu relatório escola sobre seus antepassados. Nos desenhos animados dos anos 60, ele conta que teve um romance com a Bruxa do Mar, que estava transformada em uma jovem chamada Rosa do Mar. No filme "Popeye à Procura do Vovô" de 2004, ele revela que abandonou seu filho Popeye para o proteger da Bruxa do Mar, que acreditava em uma profecia que dizia que se ela quisesse dominar o mar, a chave era o filho do marinheiro caolho.
- Pipeye, Pupeye, Poopeye e Peepeye - Os sobrinhos quadrigêmeos de Popeye, que estão sempre aprontando confusões. São idênticos ao tio, e também são caolhos do olho direito que nem o seu tio (ou pelo menos fingem ser, já que de vez enquanto trocam o olho fechado). Inicialmente eles apareceram como filhos do Popeye no episódio "Wimmin is a Myskery" de 1940, em que a Olívia ia dormir e sonhava que se casava com Popeye e que tinham quatro filhos bagunceiros (esse episódio ganhou um remake em 1954 chamado: "Bride And Gloom", em que os quatro foram substituídos por dois filhos apenas). Em 1942 os quatro voltaram em um episódio chamado: "Pip-Eye, Pup-Eye, Poop-Eye an' Peep-Eye", mas dessa vez como sobrinhos do Popeye. Algumas vezes o número de sobrinhos foi reduzido para três e até dois, como acontece em episódios como: É de Pequeno que se Torce o Espinafre ("Lunch With a Punch") de 1952 e O Aniversário do Popeye ("Popeye's Mirthday") de 1953. Na série "The New Popeye Show" dos anos 1970, o número de sobrinhos é mantido sempre em quatro.
- Shorty - Ele é um personagem criados somente para os desenhos animados do Popeye feitos para cinema, e não aparece nos quadrinhos. Shorty é um marinheiro baixinho que usa óculos, é um amigo do Popeye que ele conheceu na marinha. Ele é muito atrapalhado, e as vezes irritante, e está sempre tentando ajudar Popeye, mas sem querer ele sempre acaba o colocando em várias encrencas. Shorty também tem o hábito de ficar cantarolando, o que acaba deixando sua personalidade mais irritante ainda. Ele apareceu nos curtas "Happy Birthdaze" de 1943, "The Marry-Go-Round" de 1943, e "Moving Aweigh" de 1944.
- Dureza (Rough House) - Ele é o dono do "Restaurante Dureza". Tem grande antipatia por Dudu, que sempre vai comer hamburguers em seu restaurante, prometendo pagar na próxima terça-feira, mas acaba nunca pagando.

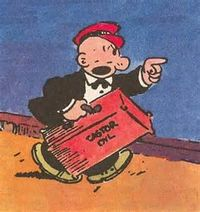
Castor Palito.

- Castor Palito (Castor Oyl) - Ele é o irmão mais velho da Olívia Palito, pois eles são filhos de Cole Palito e sua esposa Nana Palito/Nana. Ele foi o principal dos quadrinhos do "Thimble Theatre" antes da primeira aparição do meu pai em janeiro de 1929. Mesmo depois da aparição do Popeye, Castor continuou a ser um personagem importante nos quadrinhos de Segar, mas apareceu em poucos desenhos animados do Popeye. Sua maior participação nos desenhos de cinema foi em um episódio de 1935 chamado "The Spinach Overture" em que ele aparece como um membro da orquestra do Popeye. A tradução do seu nome, e de outros membros da "Família Palito" em português, aparece na história em quadrinho de 1999: "O Casamento de Popeye e Olívia". No filme de Popeye, Castor teve mais destaque na história. Foi interpretado pelo ator Donovan Scott. No filme ele é mostrado como o irmão mais novo da Olívia.
- Nana Palito (Nana Oyl) - Ela é a esposa de Cole Palito, e mãe de Olívia e Castor. A tradução dos nomes dos membros da "Família Palito", aparecem na história em quadrinho "O Casamento de Popeye e Olívia" em 1999. Ela aparecia muito nas histórias em quadrinhos, mas em desenhos animados apareceu somente no episódio O Homem do Trapézio Voador "The Man on the Flying Trapeze"e em um dos episódios da série "Popeye e Filho". Ela também apareceu no filme live action do Popeye em 1980, sendo interpretada por Roberta Maxwell.
- Cole Palito (Cole Oyl) - Ele é casado com Nana Palito, com quem tem dois filhos: Olívia Palito e Castor Palito. A tradução dos nomes dos membros da "Família Palito", aparecem na história em quadrinho "O Casamento de Popeye e Olívia" em 1999. Ele aparecia praticamente só na histórias em quadrinhos. Em desenhos animados de cinema ele nunca foi usado, só fez uma pequena aparição em um episódio da série "Popeye e Filho". No filme "Popeye" de 1980 ele foi interpretado pelo ator MacIntyre Dixon.
- Geezil (George W. Geezil) - Um comerciante desonesto, que uma vez tentou vender um casaco de pele de coelho para Popeye, dizendo que era de pele de urso. Sua primeira aparição nas tiras em 1932, como um cliente da lanchonete do Dureza. Ele re-apareceu em 1933 como um vendedor e também um regular cliente do Dureza, e criando também uma grande antipatia por Dudu, com quem está sempre dizcutindo. Geezil apareceu em apenas três desenhos animados do Popeye: "A Clean Shaven Man" (1936), "Olive's Boithday Presink" (1941) e "Wimpy a Moocher" (1960). Ele também apareceu em 1980 no filme live action do "Popeye", onde foi interpretado por Richard Libertini.
- Eugênio o Jeep Mágico (Eugene the Jeep) - Animal nativo da África, que se alimenta de orquídeas. É capaz de fazer mágicas e atravessar paredes, ele também sabe fazer truques como: balançar a cabeça para dizer "não", e abanar o rabo para dizer "sim". O Jeep apareceu pela primeira vez em 16 de março de 1936 nos quadrinhos de E. C. Segar para o Thimble Theatre. Ele também esteve presente nas versões animadas das aventuras do Popeye, incluindo três aparições nos curtas dos Fleischer Studios nos anos de 30 e 40, e nos desenhos animados produzidos para a TV.
- Os Goons (The Goons) - Eles são os estranhos habitantes da Ilha dos Goons. São considerados neutros, pois não são inimigos e nem aliados do Popeye, já que o papel dos Goons nos quadrinhos e nos desenhos dependem se eles são protagonistas ou antagonistas em uma história em quadrinhos ou em um episódio de desenho animado. O primeiro conceito destes personagens apareceu na história em quadrinhos "Plunder Island", publicada no dia 10 de dezembro de 1933, na qual aparece pela primeira vez Alice, a ajudante da Bruxa do Mar. Nos desenhos animados produzidos pelo Fleischer Studios, esses personagens apareceram pela primeira vez no curta: A Ilha dos Goons "Goonland" de 1938, onde Popeye vai à ilha resgatar seu pai que estava preso pelos Goons na ilha.
- Alice a Grande (Alice the Goon) - Uma Goon fêmea, é parente dos Goons da Ilha dos Goon. Ela é muito parecida com eles, mas usa um vestido, sapatos e chapéu com uma florzinha em cima. Alice fez sua estréia nas tiras de quadrinhos "Thimble Theatre", no dia 10 de dezembro de 1933, em uma história chamada: "Plunder Island", onde ela aparecia como guarda da Bruxa do Mar [ http://www.threemagi.com/Popeye/Popeye.htm ]. Alice não chegou a aparecer em nenhum dos curtas metragens de cinema dos Fleischer Studios produzidos nas décadas de 1930 e 1940. Somente os outros Goons, parentes da Alice, é que apareceram nestes desenhos, eles fizeram sua estreia no curta "Goonland" de 1938, onde Popeye vai até a "Ilha dos Goons", procurar o Vovô Popeye, que havia sido capturado, e mantido em cativeiro pelos Goons. Ela só chegou a aparecer mesmo nos desenhos animados de TV, produzidos pela King Features Syndicate nos anos 1960, e pela Hanna Barbera nos anos 1970. Nos episódios da King Features, ela é mostrada geralmente como uma amiga da turma do Popeye, embora haja um episódio chamado "Alice o Monstro", onde ela é uma criatura que mora na neve, e é temida pelas pessoas. Na Hanna Barbera, Alice aparece como uma cadete do exército, onde ela é colega de quartel da Olívia Palito.
- Rei Blozo (King Blozo) - Rei de um país fictício chamado "Spinachovia", onde há uma grande safra de espinafre. O rei Blozo apareceu pela primeira vez na história "The Great Rough-House War" em 1931. Após sua aparição no "Thimble Theatre", o rei Blozo retornaria como personagem recorrente na série de quadrinhos de 1948 do assistente de EC Segar, Bud Sagendorf. Suas aparições em quadrinhos continuariam por décadas até o final do título em 1984. Rei Blozo fez sua estréia nos desenhos animados, na série de televisão do Popeye da década de 1960, com episódios um pouco baseados em histórias em quadrinhos. Ele apareceu em três episódios: "Swee'Pea Soup", "Popeye's Testimonial Dinner" e "Incident at Missile City"